# Nebelivka (sítio arqueológico)
Nebelivka ou Nebelovka é um sítio arqueológico localizado na vila de mesmo nome, no Oblast de Kirovohrad, na Ucrânia. Trata-se de um antigo mega-assentamento que data de 4.000 a.C., pertencente à cultura Cucuteni-Tripiliana. Na época, o assentamento era enorme, cobrindo uma área de 260 a 300 hectares e talvez abrigando 15.000 a 17.000 pessoas.
O assentamento inclui mais de 2.150 estruturas, mas os pesquisadores que trabalham no local desenterraram cerca de 50 casas nos últimos 25 anos.
Pesquisas realizadas entre 2012 e 2014 sugerem "a possibilidade de sociedades em nível de estado" e contemporâneas de desenvolvimentos semelhantes em Uruk. As megaestruturas "sugerem a presença de edifícios públicos para reuniões ou cerimônias".